# Jorge Orlando Melo
Jorge Orlando Melo (Medellín, 1942) es un historiador, profesor universitario y periodista colombiano.

## Biografía
Fue alumno del Instituto Jorge Robledo de Medellín, donde terminó la secundaria. Estudió en la Universidad Nacional de Colombia, la University of North Carolina y Oxford University. Entre 1964 y 1990 fue profesor en la Universidad Nacional de Colombia, la Universidad de los Andes, la Universidad del Valle y Duke University. Fue Consejero Presidencial para los Derechos Humanos (1990-1993), Consejero Presidencial para Medellín (1993-1994) y director de la  Biblioteca Luis Ángel Arango (1994-2005).

### Periodista
Recibió el Premio Nacional de Ciencias Alejandro Ángel Escobar (1988), el Premio Nacional de Periodismo Simón Bolívar (1988), la Ordre des Palmes Académiques del Gobierno Francés, (2001) y la Orden del Mérito del Gobierno Colombiano (2005).
Dirigió las revistas Cuadernos Colombianos y Análisis Político. Fundó la revista Credencial Historia y fue su director histórico de 1987 a 2005. 
Es columnista habitual de El Tiempo y Ámbito Jurídico y miembro fundador de la revista Razón Pública.

## Libros
- Historia de Colombia: El Establecimiento de la Dominación Española (Bogotá, 1977) (4 ed.: Bogotá, 1997).
- Sobre Historia y Política, Bogotá, 1978
- Raíces (Con Gonzalo Díaz) 2 vols. Bogotá, 1989.
- Predecir el Pasado: Ensayos de Historia de Colombia (Bogotá, 1992)
- Ensayos de Historiografía (Medellín, 1996).
- Alimentación y cocina: bibliografía básica (Bogotá, Colegio de estudios socioculturales de la alimentación y la cocina colombiana, 2011)
- Historia Mínima de Colombia (Bogotá, 2017)
- (Ed.) Los orígenes de los partidos políticos en Colombia, de Tomás Cipriano de Mosquera, Manuel María Madiedo y José Manuel Samper (Editor), Bogotá, 1979.
- (Ed.) Historia de Antioquia, Medellín y Bogotá, 1985-1987.
- (Ed.) Francisco Antonio Moreno y Escandón, Indios y Mestizos en la Nueva Granada durante el siglo XVIII, Bogotá, 1986, edición y prólogo, “Francisco Antonio Moreno y Escandón, un burócrata criollo”.
- (Ed.) Reportaje de la Historia de Colombia. 2 vols. Bogotá, Editorial Planeta, 1989.
- (Ed.) Colombia Hoy (Bogotá, 14. Edición, 1991)
- (Ed.) Historia, Vols. 1 y 2 de Gran enciclopedia de Colombia, Bogotá: Círculo de Lectores, 1991. 7 v. (Editor General, Camilo Calderón).
- (Ed.) Historia de Medellín. 2 vols.  (Medellín, 1995)
- (Ed.) Caminos reales de Colombia. Coeditor, con Pilar Moreno de Ángel. Editor Académico Mariano Useche Losada. Bogotá: Fondo FEN Colombia, 1995.
- (Ed.) Francisco de Paula Santander: escritos políticos, Bogotá: El Ancora Editores, Panamericana Editorial, 2003.
- (Ed.) Colombia hoy: perspectivas hacia el siglo XXI 14a. ed. aumentada y corregida. Bogotá: Siglo Veintiuno Editores, 1991.
- (Ed.) De sol a sol: Cincuenta años de trabajo en Colombia, Coeditor, con Aída Martínez Carreño y Ricardo Santamaría, Bogotá, 2004.